# The Voice of Italy (quarta edizione)
La quarta edizione di The Voice of Italy è stata trasmessa in prima serata in televisione su Rai 2 e Rai HD, in replica su Rai 4 ed in radio su Rai Radio 2 e RTL 102.5, dal 24 febbraio al 23 maggio 2016, per un totale di quattordici puntate. Il conduttore riconfermato per il terzo anno consecutivo è Federico Russo, affiancato dalla V-Reporter Alessandra "Angelina" Angeli.
L'edizione è stata vinta da Alice Paba, concorrente del team Dolcenera.

## Cast e promo
Le prime notizie relative alla quarta edizione del programma si hanno nel mese di giugno 2015 quando, infatti, viene confermato dalla Rai "The Voice of Italy 2016".
Tra gli ultimi mesi del 2015, invece, si hanno delle indescrizioni relative ai futuri coach del programma e arrivano anche le notizie che Piero Pelù, Noemi e il duo composto da Roby e Francesco Facchinetti hanno lasciato il talent show.
Poco tempo dopo arriva anche la conferma da parte di J-Ax riguardo alla sua uscita di scena da The Voice, poiché impegnato successivamente nel ruolo di coach all'interno del talent show Amici insieme a Nek, quest'ultimo nella rosa dei candidati coach per la quarta edizione di The Voice.
Altre indiscrezioni hanno visto Fiorella Mannoia e l'ex Spice Girl Geri Halliwell come due possibili coach della nuova edizione, anche se, tuttavia, nessuna di esse viene confermata.
Nel tardo dicembre 2015 si hanno, invece, le dichiarazioni riguardo ai quattro coach ufficiali, che sarebbero stati Dolcenera, Emis Killa, Max Pezzali e Raffaella Carrà, la quale era già stata presente come coach nelle prime due edizioni per poi assentarsi nella terza poiché impegnata con il programma Forte forte forte.
Riconfermato alla conduzione per la terza volta consecutiva Federico Russo, non viene però nuovamente affiancato da Valentina Correani come accaduto nelle precedenti due edizioni, ma da Alessandra "Angelina" Angeli, già nota al pubblico di Rai 2 per aver partecipato al reality show Pechino Express 3 nel duo delle Cattive. 
Da febbraio 2016, in particolare durante il Festival di Sanremo 2016, vengono trasmessi sulle reti Rai i primi spot pubblicitari che vedono come protagonisti i quattro coach sulle loro poltrone rosse: Emis Killa siede in poltrona durante una seduta di tatuaggi, Dolcenera siede in poltrona in palestra dopo un allenamento, Max Pezzali è seduto sulla poltrona mentre è dal barbiere e la Carrà va in aereo sedendosi su di una poltrona rossa davanti agli altri tre coach.
I vocal coach di questa edizione sono Federica Abbate per il team di Emis Killa, Danilo Vaona per il team di Raffaella Carrà, Davide Ferrario per il team di Max Pezzali e Cristian Milani per il team di Dolcenera.

## Team
Legenda:
- Vincitore
- Secondo classificato
- Terzo classificato
- Quarto classificato

- Eliminato nelle Battle
- Eliminato al Knockout
- Eliminato ai Live show
- Concorrente ritirato dalla competizione

- Barrato Eliminato dal proprio Coach e preso da un altro
- Corsivo Concorrente ripescato grazie allo STEAL

| Coach                      | Coach           | Artisti            | Artisti                | Artisti             | Artisti                 | Artisti               | Artisti               | Artisti            | Artisti                 |
| -------------------------- | --------------- | ------------------ | ---------------------- | ------------------- | ----------------------- | --------------------- | --------------------- | ------------------ | ----------------------- |
|                            | Dolcenera       | Alice Paba         | Joe Croci              | Giorgia Alò         | Edith Brinca            | Massimo Cantisani     | Annamaria Castaldi    | Luca De Gregorio   | Cristina Di Pietro      |
| Chiara Granetto            | Dolcenera       | Stephanie Riondino | Frank Polucci          | Enrico Bernardo     | Fabio De Vincente       | Mattia Sciascia       | Giulia Franceschini   | Greta Squillace    |                         |
| Danylo Palyeyev Barmanskyy | Dolcenera       | Neja               | Derek                  | Agata Aquilina      | Rocco Fiore             | Sara Caratelli        |                       |                    |                         |
|                            | Emis Killa      | Charles Kablan     | Frances Alina Ascione  | Roberta Nasti       | Giuliana Ferraz         | Debora Cesti          | William Prestigiacomo | Pino Giordano      | Ivan Giancarlo Giannini |
| Marta Pedoni               | Emis Killa      | Giorgia Papasidero | Jennifer Vargas Antela | Mirko Ciulla        | Viviana Buonomo         | Roxana Ene            | Claudio Di Cicco      | Marta Pilia        |                         |
| Davide Ruda                | Emis Killa      | Mariangela Corvino | Corinne Marchini       | Veronica Moscara    | Salvo Matarazzo         | Gianfrancesco Cataldo |                       |                    |                         |
|                            | Max Pezzali     | Elya Zambolin      | iWolf                  | Davide Carbone      | Francesca Basaglia      | Claudio Cera          | Viviana Colombo       | Cristiano Carta    | Giuseppe Citarelli      |
| Kevin Pappano              | Max Pezzali     | Virna Marangoni    | Clara Aceti            | Andrea Cerrato      | Ivan Giancarlo Giannini | Mirko Adinolfi        | Elisa Meo             | Noemi Castagnanova |                         |
| Valentina Buccinnà         | Max Pezzali     | Cristina Di Pietro | Katy Desario           | Aurora Lecis        | Cristina Cascone        | Kimia Ghorbani        |                       |                    |                         |
|                            | Raffaella Carrà | Tanya Borgese      | Samuel Pietrasanta     | Beatrice Ferrantino | Foxy Ladies             | Katy Desario          | Francesca Profico     | Manuel Aspidi      | Alessia Langella        |
| Cristina Ambu              | Raffaella Carrà | Elisa Maffenini    | Bruna Zaccaro          | Federica Vincenti   | Irene Colzani           | Rosaria Mallardo      | Armando Curameng      | Fabio De Gennaro   |                         |
| Ottavia Bruno              | Raffaella Carrà | Andrea Palmieri    | iWolf                  | Valentino Bianconi  | Daniele Soffiani        | Erika Finotti         |                       |                    |                         |

## Blind Auditions
Legenda:
- Il coach preme il bottone "I want you"
- L'artista è eliminato perché nessun coach preme il bottone "I want you"
- L'artista viene scelto per far parte della squadra di questo coach
- L'artista sceglie di far parte della squadra di questo coach

### Prima puntata
La prima puntata è andata in onda il 24 febbraio 2016. I quattro coach si sono esibiti in Hall of Fame dei The Script.
Ospite: Gigi D'Alessio (Non dirgli mai)
| Ordine | Artista (età)                                                           | Canzone (cantante originale)               | Scelte di coach e/o artisti | Scelte di coach e/o artisti | Scelte di coach e/o artisti | Scelte di coach e/o artisti |
| Ordine | Artista (età)                                                           | Canzone (cantante originale)               | Dolcenera                   | Max Pezzali                 | Raffaella Carrà             | Emis Killa                  |
| ------ | ----------------------------------------------------------------------- | ------------------------------------------ | --------------------------- | --------------------------- | --------------------------- | --------------------------- |
| 1      | Annamaria "Anna" Castaldi (17)                                          | Pensa (Fabrizio Moro)                      |                             |                             |                             |                             |
| 2      | Debora Cesti (23)                                                       | Raggamuffin (Selah Sue)                    |                             |                             |                             |                             |
| 3      | Brian Grisetti (17)                                                     | Io che non vivo (senza te) (Pino Donaggio) | —                           | —                           | —                           | —                           |
| 4      | Kevin Pappano (17)                                                      | What Do You Mean? (Justin Bieber)          |                             |                             |                             | —                           |
| 5      | Cristiano Carta (23)                                                    | I Got You (I Feel Good) (James Brown)      |                             |                             |                             |                             |
| 6      | Davide Ruda (33)                                                        | Bad Medicine (Bon Jovi)                    |                             |                             |                             |                             |
| 7      | Giorgia Alò (22)                                                        | Enjoy the Silence (Depeche Mode)           |                             | —                           | —                           | —                           |
| 8      | Aurora Lecis (17)                                                       | Super Bass (Nicki Minaj)                   |                             |                             |                             | —                           |
| 9      | Foxy Ladies (vero nome: Federica, Ambra e Sara Baccaglini) (40, 39, 29) | Hit the Road Jack (Ray Charles)            |                             |                             |                             |                             |
| 10     | Mariangela Corvino (24)                                                 | Cry Baby (Janis Joplin)                    | —                           | —                           | —                           |                             |
| 11     | Samuel Pietrasanta (23)                                                 | Firestone (Kygo ft. Conrad Sewell)         |                             |                             |                             |                             |
| 12     | Francesca Giuliani (23)                                                 | Com'è straordinaria la vita (Dolcenera)    | —                           | —                           | —                           | —                           |
| 13     | Virna Marangoni (49)                                                    | Roadhouse Blues (Doors)                    | —                           |                             |                             |                             |
| 14     | Vanessa Catarinelli (24)                                                | Sax (Fleur East)                           | —                           | —                           | —                           | —                           |
| 15     | Fabio De Vincente (32)                                                  | Say Something (A Great Big World)          |                             |                             |                             |                             |

### Seconda puntata
La seconda puntata è andata in onda il 2 marzo 2016.
| Ordine | Artista (età)                                                   | Canzone (cantante originale)          | Scelte di coach e/o artisti | Scelte di coach e/o artisti | Scelte di coach e/o artisti | Scelte di coach e/o artisti |
| Ordine | Artista (età)                                                   | Canzone (cantante originale)          | Dolcenera                   | Max Pezzali                 | Raffaella Carrà             | Emis Killa                  |
| ------ | --------------------------------------------------------------- | ------------------------------------- | --------------------------- | --------------------------- | --------------------------- | --------------------------- |
| 1      | William Prestigiacomo (29)                                      | Shake a Tail Feather (Blues Brothers) | —                           |                             |                             |                             |
| 2      | Andrea Palmieri (17)                                            | Let Her Go (Passenger)                |                             |                             |                             |                             |
| 3      | Clara Aceti (24)                                                | Come mai (883)                        | —                           |                             | —                           |                             |
| 4      | Kateryna Tsar'kova (29)                                         | Somewhere Only We Know (Lily Allen)   | —                           | —                           | —                           | —                           |
| 5      | Massimo Cantisani (28)                                          | Let's Get It On (Marvin Gaye)         |                             |                             |                             |                             |
| 6      | Claudio Cera (29)                                               | Wrecking Ball (Miley Cyrus)           |                             |                             |                             |                             |
| 7      | Sara Caratelli (25)                                             | Mi tierra (Gloria Estefan)            |                             |                             |                             |                             |
| 8      | Giuliana Ferraz (18)                                            | People Help the People (Birdy)        |                             |                             | —                           |                             |
| 9      | iWolf (vero nome: Cristina De Vita e Michele Bonfitto) (26, 23) | Elettrochoc (Matia Bazar)             | —                           |                             |                             |                             |
| 10     | Nicola Cardace (23)                                             | Sing (Ed Sheeran)                     | —                           | —                           | —                           | —                           |
| 11     | Manuel Aspidi (28)                                              | Love Runs Out (OneRepublic)           |                             |                             |                             |                             |
| 12     | Gianmarco Finizio (25)                                          | Chissà se lo sai (Lucio Dalla)        | —                           | —                           | —                           | —                           |
| 13     | Kimia Ghorbani (31)                                             | Ey Borun                              |                             |                             | —                           |                             |
| 14     | Antonietta Carpinelli (20)                                      | Natural Woman (Céline Dion)           | —                           | —                           | —                           | —                           |
| 15     | Chiara Granetto (17)                                            | When Love Takes Over (David Guetta)   |                             | —                           |                             | —                           |
| 16     | Elya Zambolin (23)                                              | Mondo (Cesare Cremonini)              |                             |                             |                             |                             |
| 17     | Marta Pedoni (25)                                               | Who Wants to Live Forever (Queen)     |                             | —                           |                             |                             |
| 18     | Stephanie Riondino (22)                                         | Try (Pink)                            |                             | —                           | —                           | —                           |

### Terza puntata
La terza puntata è andata in onda il 9 marzo 2016.
| Ordine | Artista (età)                                       | Canzone (cantante originale)                         | Scelte di coach e/o artisti | Scelte di coach e/o artisti | Scelte di coach e/o artisti | Scelte di coach e/o artisti |
| Ordine | Artista (età)                                       | Canzone (cantante originale)                         | Dolcenera                   | Max Pezzali                 | Raffaella Carrà             | Emis Killa                  |
| ------ | --------------------------------------------------- | ---------------------------------------------------- | --------------------------- | --------------------------- | --------------------------- | --------------------------- |
| 1      | Charles Kablan (22)                                 | Hello (Adele)                                        |                             |                             |                             |                             |
| 2      | Alice Paba (19)                                     | Toxic (Britney Spears)                               |                             |                             | —                           |                             |
| 3      | Valentino Bianconi (27)                             | Come Fly with Me (Frank Sinatra)                     |                             |                             |                             |                             |
| 4      | Maria Grazia Passariello (22)                       | Everybody Hurts (R.E.M.)                             | —                           | —                           | —                           | —                           |
| 5      | Greta Squillace (24)                                | Ti sento (Matia Bazar)                               |                             |                             |                             | —                           |
| 6      | Daniele Soffiani (29)                               | It's My Life (Bon Jovi)                              | —                           |                             |                             |                             |
| 7      | Valentina Petrossi (30)                             | Piece of My Heart (Erma Franklin)                    | —                           | —                           | —                           | —                           |
| 8      | Davide Carbone (33)                                 | La voce del silenzio (Andrea Bocelli)                | —                           |                             |                             |                             |
| 9      | Tanya Borgese (27)                                  | Mama Told Me Not to Come (Tom Jones)                 |                             |                             |                             |                             |
| 10     | Giorgia Papasidero (19)                             | Stand Up for Love (Destiny's Child)                  |                             |                             |                             |                             |
| 11     | Danylo Palyeyev Barmanskyy (22)                     | No Diggity (Blackstreet)                             |                             |                             | —                           | —                           |
| 12     | Neja (vero nome: Agnese Cacciola) (43)              | Restless (Neja)                                      |                             | —                           |                             | —                           |
| 13     | Katia Miceli (31)                                   | In vacanza da una vita (Irene Grandi)                | —                           | —                           | —                           | —                           |
| 14     | Katy Desario (30)                                   | Oro (Mango)                                          | —                           |                             |                             |                             |
| 15     | Corinne Marchini (31)                               | Born This Way (Lady Gaga)                            | —                           |                             |                             |                             |
| 16     | Graziana Tafuni (18)                                | Non è l'inferno (Emma)                               | —                           | —                           | —                           | —                           |
| 17     | Alessia D'Urso                                      | California King Bed (Rihanna)                        | —                           | —                           | —                           | —                           |
| 18     | Fabio Carelli (22)                                  | Fatti avanti amore (Nek)                             | —                           | —                           | —                           | —                           |
| 19     | Sarah Memmola (27)                                  | Vivimi (Laura Pausini)                               | —                           | —                           | —                           | —                           |
| 20     | Derek (vero nome: Domenico Caringella) (22)         | Can't Feel My Face (The Weeknd)                      |                             | —                           | —                           | —                           |
| 21     | Cristina Ambu (26)                                  | Will You Love Me Tomorrow (Amy Winehouse)            | —                           |                             |                             | —                           |
| 22     | Ines Boom Boom (vero nome: Agnese Boncompagni) (29) | A Night Like This (Caro Emerald)                     | —                           | —                           | —                           | —                           |
| 23     | Andrea Cerrato (31)                                 | What Goes Around... Comes Around (Justin Timberlake) | —                           |                             | —                           |                             |

### Quarta puntata
La quarta puntata è andata in onda il 16 marzo 2016.
| Ordine | Artista (età)                | Canzone (cantante originale)                                  | Scelte di coach e/o artisti | Scelte di coach e/o artisti | Scelte di coach e/o artisti | Scelte di coach e/o artisti |
| Ordine | Artista (età)                | Canzone (cantante originale)                                  | Dolcenera                   | Max Pezzali                 | Raffaella Carrà             | Emis Killa                  |
| ------ | ---------------------------- | ------------------------------------------------------------- | --------------------------- | --------------------------- | --------------------------- | --------------------------- |
| 1      | Joe Croci (16)               | The Boxer (Simon & Garfunkel)                                 |                             |                             |                             |                             |
| 2      | Frances Alina Ascione (23)   | Do I Do (Stevie Wonder)                                       |                             |                             |                             |                             |
| 3      | Marinella Napoli (25)        | Want to Want Me (Jason Derulo)                                | —                           | —                           | —                           | —                           |
| 4      | Ivan Giancarlo Giannini (36) | Whole Lotta Love (Led Zeppelin)                               | —                           |                             |                             |                             |
| 5      | Alessia Langella (18)        | I'm with You (Avril Lavigne)                                  |                             |                             |                             |                             |
| 6      | Pino Giordano (22)           | Vai (Nino D'Angelo)                                           | —                           |                             |                             |                             |
| 7      | Viviana Colombo (27)         | Thinking Out Loud/I'm Not the Only One (Ed Sheeran/Sam Smith) |                             |                             |                             |                             |
| 8      | Teresa Chironna (17)         | Shake It Off (Taylor Swift)                                   | —                           | —                           | —                           | —                           |
| 9      | Francesca Profico (22)       | One Night Only (Jennifer Hudson)                              | —                           |                             |                             |                             |
| 10     | Annalisa Cangini (18)        | Fango (Jovanotti)                                             | —                           | —                           | —                           | —                           |
| 11     | Agata Aquilina (28)          | Nobody's Wife (Anouk)                                         |                             |                             | —                           | —                           |
| 12     | Mirko Adinolfi (22)          | You Need Me, I Don't Need You (Ed Sheeran)                    |                             |                             | —                           | —                           |
| 13     | Francesco Matteoni (34)      | See You Again (Wiz Khalifa)                                   | —                           | —                           | —                           | —                           |
| 14     | Veronica Moscara (33)        | Ready or Not (Fugees)                                         | —                           | —                           | —                           |                             |
| 15     | Franc Cinelli (30)           | The River (Bruce Springsteen)                                 | —                           | —                           | —                           | —                           |
| 16     | Giuseppe Pagliuso (20)       | Candle in the Wind (Elton John)                               | —                           | —                           | —                           | —                           |
| 17     | Giulia Franceschini (32)     | Don't Know Why (Norah Jones)                                  |                             |                             |                             | —                           |
| 18     | Clara Danelon (30)           | Senza parole (Vasco Rossi)                                    | —                           | —                           | —                           | —                           |
| 19     | Andrea Balestrieri (35)      | Il bacio sulla bocca (Ivano Fossati)                          | —                           | —                           | —                           | —                           |
| 20     | Stefania Mancuso (19)        | Io e te da soli (Mina)                                        | —                           | —                           | —                           | —                           |
| 21     | Francesco Pugliese (19)      | Ti scatterò una foto (Tiziano Ferro)                          | —                           | —                           | —                           | —                           |
| 22     | Elisa Maffenini (30)         | Quando nasce un amore (Anna Oxa)                              | —                           | —                           |                             |                             |
| 23     | Roberta Nasti (28)           | Anima (Pino Daniele)                                          |                             |                             | —                           |                             |
| 24     | Frank Polucci (33)           | Wonderwall (Oasis)                                            |                             | —                           | —                           | —                           |
| 25     | Bruna Zaccaro (17)           | Resta ancora un po' (Antonino)                                | —                           | —                           |                             | —                           |

### Quinta puntata
La quinta puntata è andata in onda il 23 marzo 2016.
| Ordine | Artista (età)                                 | Canzone (cantante originale)                   | Scelte di coach e/o artisti | Scelte di coach e/o artisti | Scelte di coach e/o artisti | Scelte di coach e/o artisti |
| Ordine | Artista (età)                                 | Canzone (cantante originale)                   | Dolcenera                   | Max Pezzali                 | Raffaella Carrà             | Emis Killa                  |
| ------ | --------------------------------------------- | ---------------------------------------------- | --------------------------- | --------------------------- | --------------------------- | --------------------------- |
| 1      | Stefan Pribagu (22)                           | Hold Back the River (James Bay)                | —                           | —                           | —                           | —                           |
| 2      | Salvo Matarazzo (35)                          | Still Crazy After All These Years (Paul Simon) |                             |                             |                             |                             |
| 3      | Elisa Meo (25)                                | Ho Hey (The Lumineers)                         | —                           |                             | —                           |                             |
| 4      | Erika Finotti (20)                            | Lato destro del cuore (Laura Pausini)          | —                           |                             |                             |                             |
| 5      | Ottavia Brown (vero nome: Ottavia Bruno) (31) | Sweet About Me (Gabriella Cilmi)               |                             |                             |                             |                             |
| 6      | Valerio Guerra (18)                           | Solo3min (Negramaro)                           | —                           | —                           | —                           | —                           |
| 7      | Edith Brinca (18)                             | Hey Mama (David Guetta)                        |                             |                             |                             |                             |
| 8      | Enrico Bernardo (43)                          | Maybe I'm Amazed (Paul McCartney)              |                             |                             |                             |                             |
| 9      | Carmen Alessandra Alessandrello (21)          | Never Forget You (Noisettes)                   | —                           | —                           | —                           | —                           |
| 10     | Federica Vincenti (32)                        | Un anno d'amore (Mina)                         | —                           | —                           |                             |                             |
| 11     | Gennaro Casciello (19)                        | Stitches (Shawn Mendes)                        | —                           | —                           | —                           | —                           |
| 12     | Jennifer Vargas Antela (23)                   | Can't Take My Eyes Off You (Lauryn Hill)       |                             | —                           |                             |                             |
| 13     | Valeria Di Corato (30)                        | Vita (Lucio Dalla e Gianni Morandi)            | —                           | —                           | —                           | —                           |
| 14     | Francesca Basaglia (19)                       | Love Yourself (Justin Bieber)                  | —                           |                             |                             |                             |
| 15     | Irene Colzani (21)                            | Yoü and I (Lady Gaga)                          | —                           | —                           |                             |                             |
| 16     | Mirko Ciulla (27)                             | Se io, se lei (Biagio Antonacci)               | —                           | —                           |                             |                             |
| 17     | Luca De Gregorio (29)                         | Gravity (John Mayer)                           |                             |                             |                             |                             |
| 18     | Noemi Castagnanova (22)                       | Valerie (Amy Winehouse)                        |                             |                             |                             | —                           |
| 19     | Giovanna Lisi (23)                            | Lontano dagli occhi (Sergio Endrigo)           | —                           | —                           | —                           | —                           |
| 20     | Viviana Buonomo (18)                          | Son of a Preacher Man (Dusty Springfield)      | —                           | —                           | —                           |                             |
| 21     | Emanuela Bellezza (31)                        | Sugar (Maroon 5)                               | —                           | —                           | —                           | —                           |
| 22     | Davide Epicoco (18)                           | L'amore non esiste (Fabi Silvestri Gazzè)      | —                           | —                           | —                           | —                           |
| 23     | Luana Fraccalvieri (19)                       | Do It like a Dude (Jessie J)                   | —                           | —                           | —                           | —                           |
| 24     | Davide Battisti (22)                          | Breakeven (The Script)                         | —                           | —                           | —                           | —                           |
| 25     | Valentina Buccinnà (28)                       | Pompeii (Bastille)                             | —                           |                             | —                           |                             |

### Sesta puntata
La sesta puntata è andata in onda il 30 marzo 2016.
| Ordine | Artista (età)                            | Canzone (cantante originale)                         | Scelte di coach e/o artisti | Scelte di coach e/o artisti | Scelte di coach e/o artisti | Scelte di coach e/o artisti |
| Ordine | Artista (età)                            | Canzone (cantante originale)                         | Dolcenera                   | Max Pezzali                 | Raffaella Carrà             | Emis Killa                  |
| ------ | ---------------------------------------- | ---------------------------------------------------- | --------------------------- | --------------------------- | --------------------------- | --------------------------- |
| 1      | Giuseppe Citarelli (30)                  | Sugar Man (Sixto Rodriguez)                          |                             |                             |                             |                             |
| 2      | Roxana Ene (22)                          | Meraviglioso amore mio (Arisa)                       | —                           |                             | —                           |                             |
| 3      | Selena Bricco (26)                       | Lean On (Major Lazer, DJ Snake e MØ)                 | —                           | —                           | —                           | —                           |
| 4      | Rosaria Mallardo (29)                    | What a Wonderful World (Eva Cassidy)                 |                             | —                           |                             | —                           |
| 5      | Rocco Fiore (33)                         | Personal Jesus (Johnny Cash)                         |                             |                             |                             |                             |
| 6      | Cristina Cascone (20)                    | Like a Star (Corinne Bailey Rae)                     | —                           |                             |                             |                             |
| 7      | Shasha (vero nome: Mattia Sciascia) (24) | Kiss (Prince)                                        |                             | —                           |                             | —                           |
| 8      | Claudio Di Cicco (30)                    | Take on Me (a-ha)                                    | N.D.                        | —                           | —                           |                             |
| 9      | Vanessa Berni (27)                       | Meravigliosa creatura (Gianna Nannini)               | N.D.                        | —                           | —                           | —                           |
| 10     | Gianfrancesco Cataldo (19)               | Wild World (Cat Stevens)                             | N.D.                        | —                           | —                           |                             |
| 11     | Gabriella Culletta (24)                  | Senza fare sul serio (Malika Ayane)                  | N.D.                        | —                           | —                           | —                           |
| 12     | Cristina Di Pietro (30)                  | Kissing You (Des'ree)                                | N.D.                        |                             |                             |                             |
| 13     | Michela Pavese (29)                      | You Had Me (Joss Stone)                              | N.D.                        | N.D.                        | —                           | —                           |
| 14     | Claudio Iemme (21)                       | Signed, Sealed, Delivered, I'm Yours (Stevie Wonder) | N.D.                        | N.D.                        | —                           | —                           |
| 15     | Armand Curameng (45)                     | Crazy Little Thing Called Love (Queen)               | N.D.                        | N.D.                        |                             |                             |
| 16     | Fabio De Gennaro (25)                    | Marvin Gaye (Charlie Puth ft. Meghan Trainor)        | N.D.                        | N.D.                        |                             |                             |
| 17     | Elisa Grassi (25)                        | America (Gianna Nannini)                             | N.D.                        | N.D.                        | —                           | —                           |
| 18     | Ovidiu Florin Lazar (21)                 | Waiting for Love (Avicii)                            | N.D.                        | N.D.                        | —                           | —                           |
| 19     | Marta Pilia (17)                         | Ain't No Other Man (Christina Aguilera)              | N.D.                        | N.D.                        |                             |                             |
| 20     | Serena Ciacci (30)                       | Sola (Nina Zilli)                                    | N.D.                        | N.D.                        | —                           | N.D.                        |
| 21     | Rossella Saporito (18)                   | Always (Bon Jovi)                                    | N.D.                        | N.D.                        | —                           | N.D.                        |
| 22     | Daniele Giannetti (28)                   | Moondance (Michael Bublé)                            | N.D.                        | N.D.                        | —                           | N.D.                        |
| 23     | Lorenzo Lepore (18)                      | Capelli (Niccolò Fabi)                               | N.D.                        | N.D.                        | —                           | N.D.                        |
| 24     | Beatrice Ferrantino (18)                 | Powerful (Jussie Smollett ft. Alicia Keys)           | N.D.                        | N.D.                        |                             | N.D.                        |

| coach           | totale buzz | scelte | buzz da solo | rifiuti | no buzz | % rifiuti/buzz |
| --------------- | ----------- | ------ | ------------ | ------- | ------- | -------------- |
| Dolcenera       | 50          | 17     | 5            | 26      | 61      | 55,3%          |
| Max Pezzali     | 59          | 21     | 0            | 40      | 47      | 65,5%          |
| Raffaella Carrà | 64          | 19     | 2            | 43      | 44      | 67,1%          |
| Emis Killa      | 65          | 17     | 5            | 44      | 43      | 67,7%          |

## Battles
Special coach Durante le Battles, ogni coach è supportato da una guest star, che aiuterà i concorrenti della squadra a cui è associato nella preparazione alle sfide a tre (innovazione rispetto alle passate edizioni, nelle quali le sfide erano a due). I quattro special coaches sono: Piero Pelù (già coach delle edizioni precedenti) per Raffaella Carrà, Francesca Michielin per Max Pezzali, Giorgio Moroder per Dolcenera e Patty Pravo per Emis Killa.
Legenda
- Vincitore della battaglia
- Artista eliminato dal proprio coach
- Artista eliminato dal proprio coach ma salvato dallo STEAL
- Coach che preme il pulsante STEAL
- L'artista viene scelto per far parte della squadra di questo coach
- L'artista sceglie di far parte della squadra di questo coach
- Concorrente ritirato dalla competizione

### Settima puntata
La settima puntata è andata in onda il 6 aprile 2016.
Prima della quinta 'battle', la concorrente Kimia Ghorbani spiega le ragioni personali che la spingono al ritiro della trasmissione: per tale ragione la quinta battle, a differenza delle altre, presenta alla sfida solamente due cantanti.
| Ordine | Coach           | Canzone (cantante originale)                          | Artisti               | Artisti                    | STEAL     | STEAL    | STEAL    | STEAL    |
| Ordine | Coach           | Canzone (cantante originale)                          | Artisti               | Artisti                    | Dolcenera | Pezzali  | Carrà    | Killa    |
| ------ | --------------- | ----------------------------------------------------- | --------------------- | -------------------------- | --------- | -------- | -------- | -------- |
| 1      | Emis Killa      | In the Night (The Weeknd)                             | Charles Kablan        | Corinne Marchini           | —         | —        | —        | N.D.     |
| 1      | Emis Killa      | In the Night (The Weeknd)                             | Charles Kablan        | Veronica Moscara           | —         | —        | —        | N.D.     |
| 2      | Raffaella Carrà | Viva la vida (Coldplay)                               | Alessia Langella      | Erika Finotti              | —         | —        | N.D.     | —        |
| 2      | Raffaella Carrà | Viva la vida (Coldplay)                               | Alessia Langella      | iWolf                      | —         |          | N.D.     | —        |
| 3      | Dolcenera       | Svalutation (Adriano Celentano)                       | Alice Paba            | Agata Aquilina             | N.D.      | N.D.     | —        | —        |
| 3      | Dolcenera       | Svalutation (Adriano Celentano)                       | Alice Paba            | Sara Caratelli             | N.D.      | N.D.     | —        | —        |
| 4      | Emis Killa      | For Once in My Life (Stevie Wonder)                   | William Prestigiacomo | Gianfrancesco Cataldo      | —         | N.D.     | —        | N.D.     |
| 4      | Emis Killa      | For Once in My Life (Stevie Wonder)                   | William Prestigiacomo | Salvo Matarazzo            | —         | N.D.     | —        | N.D.     |
| 5      | Max Pezzali     | Se tu non torni (Miguel Bosé)                         | Davide Carbone        | Katy Desario               | —         | N.D.     |          | —        |
| 5      | Max Pezzali     | Se tu non torni (Miguel Bosé)                         | Davide Carbone        | Kimia Ghorbani             | Ritirata  | Ritirata | Ritirata | Ritirata |
| 6      | Raffaella Carrà | Tutta mia la città (Giuliano Palma & the Bluebeaters) | Foxy Ladies           | Ottavia Bruno              | —         | N.D.     | N.D.     | —        |
| 6      | Raffaella Carrà | Tutta mia la città (Giuliano Palma & the Bluebeaters) | Foxy Ladies           | Valentino Bianconi         | —         | N.D.     | N.D.     | —        |
| 7      | Dolcenera       | Wake Me Up (Avicii)                                   | Joe Croci             | Danylo Palyeyev Barmanskyy | N.D.      | N.D.     | N.D.     | —        |
| 7      | Dolcenera       | Wake Me Up (Avicii)                                   | Joe Croci             | Derek                      | N.D.      | N.D.     | N.D.     | —        |
| 8      | Emis Killa      | Il paradiso (Patty Pravo)                             | Roberta Nasti         | Davide Ruda                | —         | N.D.     | N.D.     | N.D.     |
| 8      | Emis Killa      | Il paradiso (Patty Pravo)                             | Roberta Nasti         | Mariangela Corvino         | —         | N.D.     | N.D.     | N.D.     |
| 9      | Max Pezzali     | Hold My Hand (Jess Glynne)                            | Viviana Colombo       | Aurora Lecis               | —         | N.D.     | N.D.     | —        |
| 9      | Max Pezzali     | Hold My Hand (Jess Glynne)                            | Viviana Colombo       | Cristina Cascone           | —         | N.D.     | N.D.     | —        |
| 10     | Dolcenera       | La fine (Nesli)                                       | Edith Brinca          | Greta Squillace            | N.D.      | N.D.     | N.D.     | —        |
| 10     | Dolcenera       | La fine (Nesli)                                       | Edith Brinca          | Rocco Fiore                | N.D.      | N.D.     | N.D.     | —        |
| 11     | Raffaella Carrà | Livin' on a Prayer (Bon Jovi)                         | Tanya Borgese         | Andrea Palmieri            | —         | N.D.     | N.D.     | —        |
| 11     | Raffaella Carrà | Livin' on a Prayer (Bon Jovi)                         | Tanya Borgese         | Daniele Soffiani           | —         | N.D.     | N.D.     | —        |
| 12     | Dolcenera       | Spaccacuore (Samuele Bersani)                         | Annamaria Castaldi    | Giulia Franceschini        | N.D.      | N.D.     | N.D.     | —        |
| 12     | Dolcenera       | Spaccacuore (Samuele Bersani)                         | Annamaria Castaldi    | Neja                       | N.D.      | N.D.     | N.D.     | —        |

### Ottava puntata
L'ottava puntata è andata in onda il 13 aprile 2016.
| Ordine | Coach           | Canzone (cantante originale)               | Artisti               | Artisti                 | STEAL     | STEAL   | STEAL | STEAL |
| Ordine | Coach           | Canzone (cantante originale)               | Artisti               | Artisti                 | Dolcenera | Pezzali | Carrà | Killa |
| ------ | --------------- | ------------------------------------------ | --------------------- | ----------------------- | --------- | ------- | ----- | ----- |
| 1      | Raffaella Carrà | Bailando (Enrique Iglesias)                | Beatrice Ferrantino   | Cristina Ambu           | —         | N.D.    | N.D.  | —     |
| 1      | Raffaella Carrà | Bailando (Enrique Iglesias)                | Beatrice Ferrantino   | Elisa Maffenini         | —         | N.D.    | N.D.  | —     |
| 2      | Dolcenera       | Against All Odds (Phil Collins)            | Luca De Gregorio      | Enrico Bernardo         | N.D.      | N.D.    | N.D.  | —     |
| 2      | Dolcenera       | Against All Odds (Phil Collins)            | Luca De Gregorio      | Fabio De Vincente       | N.D.      | N.D.    | N.D.  | —     |
| 3      | Max Pezzali     | Learn to Fly (Foo Fighters)                | Claudio Cera          | Ivan Giancarlo Giannini |           | N.D.    | N.D.  |       |
| 3      | Max Pezzali     | Learn to Fly (Foo Fighters)                | Claudio Cera          | Virna Marangoni         | —         | N.D.    | N.D.  | —     |
| 4      | Emis Killa      | Blame It on the Boogie (Jackson Five)      | Frances Alina Ascione | Marta Pedoni            | —         | N.D.    | N.D.  | N.D.  |
| 4      | Emis Killa      | Blame It on the Boogie (Jackson Five)      | Frances Alina Ascione | Roxana Ene              | —         | N.D.    | N.D.  | N.D.  |
| 5      | Raffaella Carrà | Regina di cuori (Piero Pelù)               | Manuel Aspidi         | Armando Curameng        | —         | N.D.    | N.D.  | N.D.  |
| 5      | Raffaella Carrà | Regina di cuori (Piero Pelù)               | Manuel Aspidi         | Fabio De Gennaro        | —         | N.D.    | N.D.  | N.D.  |
| 6      | Dolcenera       | When I Was Your Man (Bruno Mars)           | Massimo Cantisani     | Frank Polucci           | N.D.      | N.D.    | N.D.  | N.D.  |
| 6      | Dolcenera       | When I Was Your Man (Bruno Mars)           | Massimo Cantisani     | Mattia Sciascia         | N.D.      | N.D.    | N.D.  | N.D.  |
| 7      | Max Pezzali     | A Sky Full of Stars (Coldplay)             | Elya Zambolin         | Andrea Cerrato          | —         | N.D.    | N.D.  | N.D.  |
| 7      | Max Pezzali     | A Sky Full of Stars (Coldplay)             | Elya Zambolin         | Valentina Buccinnà      | —         | N.D.    | N.D.  | N.D.  |
| 8      | Emis Killa      | Demons (Imagine Dragons)                   | Giuliana Ferraz       | Claudio Di Cicco        | —         | N.D.    | N.D.  | N.D.  |
| 8      | Emis Killa      | Demons (Imagine Dragons)                   | Giuliana Ferraz       | Jennifer Vargas Antela  | —         | N.D.    | N.D.  | N.D.  |
| 9      | Raffaella Carrà | Guerriero (Marco Mengoni)                  | Samuel Pietrasanta    | Bruna Zaccaro           | —         | N.D.    | N.D.  | N.D.  |
| 9      | Raffaella Carrà | Guerriero (Marco Mengoni)                  | Samuel Pietrasanta    | Irene Colzani           | —         | N.D.    | N.D.  | N.D.  |
| 10     | Dolcenera       | Russian Roulette (Rihanna)                 | Giorgia Alò           | Chiara Granetto         | N.D.      | N.D.    | N.D.  | N.D.  |
| 10     | Dolcenera       | Russian Roulette (Rihanna)                 | Giorgia Alò           | Stephanie Riondino      | N.D.      | N.D.    | N.D.  | N.D.  |
| 11     | Emis Killa      | Amore disperato (Nada)                     | Debora Cesti          | Giorgia Papasidero      | —         | N.D.    | N.D.  | N.D.  |
| 11     | Emis Killa      | Amore disperato (Nada)                     | Debora Cesti          | Marta Pilia             | —         | N.D.    | N.D.  | N.D.  |
| 12     | Max Pezzali     | La prima cosa bella (Nicola Di Bari)       | Giuseppe Citarelli    | Cristina Di Pietro      |           | N.D.    | N.D.  | N.D.  |
| 12     | Max Pezzali     | La prima cosa bella (Nicola Di Bari)       | Giuseppe Citarelli    | Elisa Meo               | —         | N.D.    | N.D.  | N.D.  |
| 13     | Max Pezzali     | Story of My Life (One Direction)           | Francesca Basaglia    | Clara Aceti             | N.D.      | N.D.    | N.D.  | N.D.  |
| 13     | Max Pezzali     | Story of My Life (One Direction)           | Francesca Basaglia    | Noemi Castagnova        | N.D.      | N.D.    | N.D.  | N.D.  |
| 14     | Emis Killa      | El perdón (Nicky Jam ft. Enrique Iglesias) | Pino Giordano         | Mirko Ciulla            | N.D.      | N.D.    | N.D.  | N.D.  |
| 14     | Emis Killa      | El perdón (Nicky Jam ft. Enrique Iglesias) | Pino Giordano         | Viviana Buonomo         | N.D.      | N.D.    | N.D.  | N.D.  |
| 15     | Raffaella Carrà | Greatest Love of All (Whitney Houston)     | Francesca Profico     | Federica Vincenti       | N.D.      | N.D.    | N.D.  | N.D.  |
| 15     | Raffaella Carrà | Greatest Love of All (Whitney Houston)     | Francesca Profico     | Rosaria Mallardo        | N.D.      | N.D.    | N.D.  | N.D.  |
| 16     | Max Pezzali     | Ti porto via con me (Jovanotti)            | Cristiano Carta       | Kevin Pappano           | N.D.      | N.D.    | N.D.  | N.D.  |
| 16     | Max Pezzali     | Ti porto via con me (Jovanotti)            | Cristiano Carta       | Mirko Adinolfi          | N.D.      | N.D.    | N.D.  | N.D.  |

## Knock Out
Legenda
- Vincitore della battaglia
- Artista eliminato

### Nona puntata
La nona puntata è andata in onda il 20 aprile 2016.
| Ordine | Coach           | Artisti                 | Canzone (cantante originale)             |
| ------ | --------------- | ----------------------- | ---------------------------------------- |
| 1      | Dolcenera       | Giorgia Alò             | Fast Car (Tracy Chapman)                 |
| 1      | Dolcenera       | Cristina Di Pietro      | Maniac (Michael Sembello)                |
| 2      | Emis Killa      | Charles Kablan          | Lay Me Down (Sam Smith)                  |
| 2      | Emis Killa      | Ivan Giancarlo Giannini | Gli spari sopra (Vasco Rossi)            |
| 3      | Raffaella Carrà | Alessia Langella        | L'amore esiste (Francesca Michielin)     |
| 3      | Raffaella Carrà | Samuel Pietrasanta      | Losing My Religion (R.E.M.)              |
| 4      | Max Pezzali     | Giuseppe Citarelli      | Sultans of Swing (Dire Straits)          |
| 4      | Max Pezzali     | iWolf                   | Rock'n'Roll Robot (Alberto Camerini)     |
| 5      | Emis Killa      | Giuliana Ferraz         | Bang Bang (Nancy Sinatra)                |
| 5      | Emis Killa      | Pino Giordano           | Annarè (Gigi D'Alessio)                  |
| 6      | Raffaella Carrà | Foxy Ladies             | Roma-Bangkok (Baby K ft. Giusy Ferreri)  |
| 6      | Raffaella Carrà | Manuel Aspidi           | I Don't Want to Miss a Thing (Aerosmith) |
| 7      | Max Pezzali     | Elya Zambolin           | Per me è importante (Tiromancino)        |
| 7      | Max Pezzali     | Cristiano Carta         | Black or White (Michael Jackson)         |
| 8      | Dolcenera       | Edith Brinca            | Skinny Love (Bon Iver)                   |
| 8      | Dolcenera       | Luca De Gregorio        | Ancora Tu (Lucio Battisti)               |

### Decima puntata
La decima puntata è andata in onda il 27 aprile 2016.
| Ordine | Coach           | Artisti               | Canzone (cantante originale)                      |
| ------ | --------------- | --------------------- | ------------------------------------------------- |
| 1      | Emis Killa      | William Prestigiacomo | Uptown Funk (Mark Ronson ft. Bruno Mars)          |
| 1      | Emis Killa      | Roberta Nasti         | Cambiare (Alex Baroni)                            |
| 2      | Dolcenera       | Alice Paba            | Ma che freddo fa (Nada)                           |
| 2      | Dolcenera       | Annamaria Castaldi    | Sally (Vasco Rossi)                               |
| 3      | Max Pezzali     | Viviana Colombo       | Sugar (Robin Schulz) & Thriller (Michael Jackson) |
| 3      | Max Pezzali     | Davide Carbone        | Io che amo solo te (Sergio Endrigo)               |
| 4      | Raffaella Carrà | Beatrice Ferrantino   | Titanium (David Guetta)                           |
| 4      | Raffaella Carrà | Francesca Profico     | Per dire di no (Alexia)                           |
| 5      | Emis Killa      | Debora Cesti          | Come foglie (Malika Ayane)                        |
| 5      | Emis Killa      | Frances Alina Ascione | Tears Dry on Their Own (Amy Winehouse)            |
| 6      | Dolcenera       | Massimo Cantisani     | Your Song (Al Jarreau)                            |
| 6      | Dolcenera       | Joe Croci             | Photograph (Ed Sheeran)                           |
| 7      | Raffaella Carrà | Katy Desario          | In assenza di te (Laura Pausini)                  |
| 7      | Raffaella Carrà | Tanya Borgese         | I Wish (Stevie Wonder)                            |
| 8      | Max Pezzali     | Claudio Cera          | Use Somebody (Kings of Leon)                      |
| 8      | Max Pezzali     | Francesca Basaglia    | I Kissed a Girl (Katy Perry)                      |

## Live Show
Legenda
- Artista salvo grazie al televoto
- Artista salvato grazie al coach
- Artista eliminato

### Undicesima puntata
L'undicesima puntata è andata in onda il 4 maggio 2016. Si esibiscono i quattro concorrenti per coach in due sfide, il televoto decreta i due vincitori che superano il turno, dopodiché il coach decide chi salvare tra i due sconfitti.
Esibizione dei coach: I quattro coach si esibiscono in medley dei loro brani (Parole di ghiaccio/Gli anni per Max Pezzali ed Emis Killa, Il mio amore unico/Tanti auguri per Raffaella Carrà e Dolcenera).
Esibizione dei concorrenti: I talenti dei quattro team si esibiscono sul palco cantando Purple Rain omaggiando Prince, scomparso qualche settimana prima.
| Ordine | Coach           | Artista               | Canzone (cantante originale)                       | Televoto (%) |
| ------ | --------------- | --------------------- | -------------------------------------------------- | ------------ |
| 1      | Emis Killa      | Charles Kablan        | In un giorno qualunque (Marco Mengoni)             | 77,43%       |
| 2      | Emis Killa      | Roberta Nasti         | Fortissimo (Rita Pavone)                           | 22,57%       |
| 3      | Dolcenera       | Giorgia Alò           | Skyfall (Adele)                                    | 32,89%       |
| 4      | Dolcenera       | Alice Paba            | A mano a mano (Riccardo Cocciante)                 | 67,11%       |
| 5      | Max Pezzali     | Elya Zambolin         | 7 Years (Lukas Graham)                             | 67,45%       |
| 6      | Max Pezzali     | iWolf                 | Innamoratissimo (Righeira)                         | 32,55%       |
| 7      | Raffaella Carrà | Samuel Pietrasanta    | Don't You Worry Child (Swedish House Mafia)        | 65,52%       |
| 8      | Raffaella Carrà | Foxy Ladies           | Candyman (Christina Aguilera)                      | 34,48%       |
| 9      | Dolcenera       | Edith Brinca          | Le tasche piene di sassi (Jovanotti)               | 35,19%       |
| 10     | Dolcenera       | Joe Croci             | The Sound of Silence (Simon & Garfunkel)           | 64,61%       |
| 11     | Emis Killa      | Frances Alina Ascione | Chasing Pavements (Adele)                          | 79,10%       |
| 12     | Emis Killa      | Giuliana Ferraz       | Shimbalaiê (Maria Gadú)                            | 20,90%       |
| 13     | Raffaella Carrà | Beatrice Ferrantino   | Tappeto di fragole (Modà)                          | 19,12%       |
| 14     | Raffaella Carrà | Tanya Borgese         | I'm Outta Love (Anastacia)                         | 80,88%       |
| 15     | Max Pezzali     | Davide Carbone        | Always on My Mind (Elvis Presley/Pet Shop Boys)    | 67,80%       |
| 16     | Max Pezzali     | Francesca Basaglia    | Gli ostacoli del cuore (Elisa ft. Luciano Ligabue) | 32,20%       |

### Dodicesima puntata
La dodicesima puntata è andata in onda l'11 maggio 2016. Si esibiscono i tre concorrenti per coach, uno viene salvato dal televoto e l'altro è scelto dal coach tra i due rimasti.
Ospiti: Giorgio Moroder, Malika Ayane

Canzoni eseguite dagli ospiti: Flashdance... What a Feeling, Take My Breath Away e Fuga di mezzanotte (Giorgio Moroder con tutti gli artisti di The Voice), Ricomincio da qui e Senza fare sul serio (Malika Ayane con Charles Kablan, Elya Zambolin, Alice Paba e Tanya Borgese)
| Ordine | Coach           | Artista               | Canzone (cantante originale)                  | Televoto (%) |
| ------ | --------------- | --------------------- | --------------------------------------------- | ------------ |
| 1      | Raffaella Carrà | Samuel Pietrasanta    | Una poesia anche per te (Elisa)               | 29,18%       |
| 2      | Raffaella Carrà | Beatrice Ferrantino   | Take Me Home (Jess Glynne)                    | 20,14%       |
| 3      | Raffaella Carrà | Tanya Borgese         | Black Horse and the Cherry Tree (KT Tunstall) | 50,68%       |
| 4      | Emis Killa      | Charles Kablan        | Writing's on the Wall (Sam Smith)             | 49,50%       |
| 5      | Emis Killa      | Roberta Nasti         | Just Give Me a Reason (Pink ft. Nate Ruess)   | 27,75%       |
| 6      | Emis Killa      | Frances Alina Ascione | 50mila (Nina Zilli)                           | 22,75%       |
| 7      | Dolcenera       | Alice Paba            | It's Oh So Quiet (Björk)                      | 45,68%       |
| 8      | Dolcenera       | Giorgia Alò           | Così celeste (Zucchero Fornaciari)            | 23,84%       |
| 9      | Dolcenera       | Joe Croci             | Like a Rolling Stone (Bob Dylan)              | 30,48%       |
| 10     | Max Pezzali     | iWolf                 | Stella stai (Umberto Tozzi)                   | 33,23%       |
| 11     | Max Pezzali     | Elya Zambolin         | Beautiful Day (U2)                            | 50,63%       |
| 12     | Max Pezzali     | Davide Carbone        | Una lunga storia d'amore (Gino Paoli)         | 16,14%       |

### Semifinale
La semifinale andrà in onda il 16 maggio 2016. Si esibiscono i due concorrenti di ogni team in una doppia sfida: la prima sfida prevede l'esibizione su una canzone scelta dal coach e la seconda vede esibirsi il talento con un artista italiano. Giungerà in finale un artista per squadra, quello che ottiene il punteggio più alto sommando le percentuali del televoto e i 100 punti distribuiti dal coach tra i suoi due concorrenti (60 al preferito e 40 al secondo componente del team).
Ospiti: Jasmine Thompson, Rocco Hunt, Lorenzo Fragola, Alessio Bernabei, Baby K, Giusy Ferreri, Benji & Fede, Zero Assoluto, Annalisa
Canzoni eseguite dagli ospiti: Adore (Jasmine Thompson con gli 8 semifinalisti)
Legenda
- Artista finalista
- Artista eliminato

| Ordine | Coach           | Artista               | Esibizioni                              | Esibizioni                            | Punteggio | Punteggio | Punteggio |
| Ordine | Coach           | Artista               | Canzone (cantante originale)            | Canzone (duettante)                   | Coach     | Televoto  | Totale    |
| ------ | --------------- | --------------------- | --------------------------------------- | ------------------------------------- | --------- | --------- | --------- |
| 1      | Max Pezzali     | iWolf                 | Eppur mi son scordato di te (Formula 3) | Wake Up (Rocco Hunt)                  | 40        | 31,67%    | 71,67     |
| 2      | Max Pezzali     | Elya Zambolin         | We Are Young (Fun. ft. Janelle Monáe)   | Luce che entra (Lorenzo Fragola)      | 60        | 68,33%    | 128,33    |
| 3      | Raffaella Carrà | Samuel Pietrasanta    | Hymn for the Weekend (Coldplay)         | Noi siamo infinito (Alessio Bernabei) | 40        | 48,64%    | 88,64     |
| 4      | Raffaella Carrà | Tanya Borgese         | Do Ya Think I'm Sexy? (Rod Stewart)     | Roma-Bangkok (Baby K)                 | 60        | 51,36%    | 111,36    |
| 5      | Dolcenera       | Alice Paba            | Almeno tu nell'universo (Mia Martini)   | Volevo te (Giusy Ferreri)             | 60        | 53,34%    | 113,34    |
| 6      | Dolcenera       | Joe Croci             | Stay with Me (Sam Smith)                | Tutta d'un fiato (Benji & Fede)       | 40        | 46,66%    | 86,66     |
| 7      | Emis Killa      | Frances Alina Ascione | How Will I Know (Whitney Houston)       | Per dimenticare (Zero Assoluto)       | 40        | 34,40%    | 74,40     |
| 8      | Emis Killa      | Charles Kablan        | If I Ain't Got You (Alicia Keys)        | Una finestra tra le stelle (Annalisa) | 60        | 65,60%    | 125,60    |

### Finale
La finale è andata in onda il 23 maggio 2016. Nel corso della semifinale, il presentatore Federico Russo ufficializzerà l'apertura del televoto per tutto il corso della settimana, chiuso poi al termine della prima fase della finale. Sarà riaperto poi altre due volte, sino alla proclamazione di The Voice of Italy 2016.
Ospiti: OneRepublic, Jain, Francesca Michielin

Canzoni cantate dagli ospiti: Counting Stars (con i 4 finalisti) e Wherever I Go (OneRepublic), Come (Jain), L'amore esiste e Nessun grado di separazione (Francesca Michielin con Charles Kablan e Alice Paba)
Prima fase
- Concorrente che passa alla seconda fase
- Quarto classificato

| Ordine | Coach           | Artista        | Cover (cantante originale)  | Inedito         | Esibizione con il coach (cantante originale)               | Televoto (%) |
| ------ | --------------- | -------------- | --------------------------- | --------------- | ---------------------------------------------------------- | ------------ |
| 1      | Emis Killa      | Charles Kablan | No Hero (Elisa)             | Un cuore solo   | See You Again (Wiz Khalifa ft. Charlie Puth)               | 27,76%       |
| 2      | Dolcenera       | Alice Paba     | Hurt (Christina Aguilera)   | Parlerò d'amore | Il mare d'inverno (Loredana Bertè)                         | 31,37%       |
| 3      | Max Pezzali     | Elya Zambolin  | Human (The Killers)         | Evelyn          | L'universo tranne noi (Max Pezzali)                        | 23,42%       |
| 4      | Raffaella Carrà | Tanya Borgese  | The Shoop Shoop Song (Cher) | 7 vite          | A far l'amore comincia tu e Cha cha ciao (Raffaella Carrà) | 17,45%       |

Seconda fase
- Concorrente che passa alla terza fase
- Terzo classificato

| Ordine | Coach       | Artista        | Canzone (cantante originale) | Televoto seconda fase (%) | Televoto finale combinato (%) |
| ------ | ----------- | -------------- | ---------------------------- | ------------------------- | ----------------------------- |
| 1      | Emis Killa  | Charles Kablan | Hello (Adele)                | 37,66%                    | 34,49%                        |
| 2      | Dolcenera   | Alice Paba     | Toxic (Britney Spears)       | 28,31%                    | 35,91%                        |
| 3      | Max Pezzali | Elya Zambolin  | Mondo (Cesare Cremonini)     | 34,03%                    | 29,60%                        |

Terza fase
- Vincitore
- Secondo classificato

| Ordine | Coach      | Artista        | Canzone (cantante originale) | Televoto terza fase (%) | Televoto finale combinato (%) |
| ------ | ---------- | -------------- | ---------------------------- | ----------------------- | ----------------------------- |
| 1      | Emis Killa | Charles Kablan | Lay Me Down (Sam Smith)      | 51,46%                  | 49,81%                        |
| 2      | Dolcenera  | Alice Paba     | A mano a mano (Rino Gaetano) | 48,54%                  | 50,19%                        |

## Ascolti
| Puntata | Puntata           | Data             | Telespettatori | Share  |
| ------- | ----------------- | ---------------- | -------------- | ------ |
| 1       | Blind Auditions 1 | 24 febbraio 2016 | 3.150.000      | 14,74% |
| 2       | Blind Auditions 2 | 2 marzo 2016     | 2.385.000      | 9,95%  |
| 3       | Blind Auditions 3 | 9 marzo 2016     | 2.086.000      | 9,37%  |
| 4       | Blind Auditions 4 | 16 marzo 2016    | 2.322.000      | 10,48% |
| 5       | Blind Auditions 5 | 23 marzo 2016    | 2.420.000      | 10,91% |
| 6       | Blind Auditions 6 | 30 marzo 2016    | 2.544.000      | 11,30% |
| 7       | Battles 1         | 6 aprile 2016    | 2.415.000      | 11,07% |
| 8       | Battles 2         | 13 aprile 2016   | 2.137.000      | 10,00% |
| 9       | Knock Out 1       | 20 aprile 2016   | 2.190.000      | 9,61%  |
| 10      | Knock Out 2       | 27 aprile 2016   | 2.023.000      | 9,02%  |
| 11      | Live Show 1       | 4 maggio 2016    | 1.832.000      | 9,39%  |
| 12      | Live Show 2       | 11 maggio 2016   | 1.796.000      | 7,85%  |
| 13      | Semifinale        | 16 maggio 2016   | 2.088.000      | 9,67%  |
| 14      | Finale            | 23 maggio 2016   | 2.070.000      | 10,47% |
| Media   | Media             | Media            | 2.247.000      | 10,27% |

## Ospiti ai Live Show
| Live Show | Data           | Ospiti |
| --------- | -------------- | --- |
| 2         | 11 maggio 2016 | Malika Ayane, Giorgio Moroder                                                                                                 |
| 3         | 16 maggio 2016 | Benji & Fede, Annalisa, Lorenzo Fragola, Alessio Bernabei, Giusy Ferreri, Baby K, Zero Assoluto, Rocco Hunt, Jasmine Thompson |
| 4         | 23 maggio 2016 | OneRepublic, Francesca Michielin, Jain                                                                                        |

## Curiosità

### Quarta edizione
- William Prestigiacomo (Team Killa), ha preso parte nel 2015 alla sesta edizione di The Voice of Poland, classificandosi quarto.

- Kateryna Tsar'kova, che non ha conquistato alcun giudice alle Blind Auditions, è stata tra le protagoniste della webserie The Lady di Lory Del Santo.

- Elya Zambolin (Team Pezzali), ha preso parte insieme alla sua band, gli Attika, alla quattordicesima edizione di Amici di Maria De Filippi.

- Alice Paba (Team Dolcenera) ha preso parte alla quattordicesima edizione di Amici di Maria De Filippi, inoltre è la prima e finora unica artista vincitrice di un'edizione di The Voice of Italy a partecipare al Festival di Sanremo, gareggiando nel 2017 nella sezione Campioni in coppia con Nesli.

- Neja (team Dolcenera), si è presentata alle Blind Auditions con il suo tormentone estivo del 1998 Restless.

- Manuel Aspidi (Team Carrà), Corinne Marchini (team Killa) e Giulia Franceschini (team Dolcenera) hanno preso parte alla sesta edizione di Amici di Maria De Filippi.

- Chiara Granetto (Team Dolcenera) ha partecipato alla terza edizione di Io canto.

- Beatrice Ferrantino (Team Carrà) ha partecipato alla quarta edizione di Io canto.

- Claudio Cera (Team Pezzali) ha partecipato alla quinta edizione di X Factor nella categoria 25+ guidata da Arisa classificatosi settimo. Nel 2021, è uno dei giurati nel muro della Quarta Edizione di All Together Now.

- Cristina Cascone (Team Pezzali) ha partecipato ai casting dell'edizione 2016/2017 di Amici di Maria De Filippi, venendo eliminata al terzo step.

- Federica Vincenti (Team Carrà) è l'ex moglie dell'attore Michele Placido.

- Enrico Bernardo (Team Dolcenera) ha partecipato alla Seconda Edizione di All Together Now, dove si è piazzato al secondo posto.

- Claudio Di Cicco (Team Killa) è uno dei giurati nel muro di All Together Now fin dalla Prima Edizione.

- Viviana Colombo (Team Pezzali) ha preso parte alle Blind Auditions della Seconda Edizione, più precisamente nella quinta puntata, ma nessuno dei giudici aveva premuto il pulsante per lei.